# Прокоп'євськ
Проко́п'євськ (рос. Прокопьевск) — місто обласного підпорядкування, центр та єдиний населений пункт Прокоп'євського міського округу Кемеровської області, Росія.

## Історія
1648 року на місці теперішнього міста було засновано село Монастирське поблизу чоловічого Христоріздвяного монастиря. Після будівництва тут церкви святого Прокопія Устюзького стало називатися Прокоп'євське. 1911 року село стає волосним центром. 1917 року починається освоєння Прокоп'євського рудника. 1928 року село отримало статус селища міського типу, 1931 року Прокоп'євськ отримав статус міста обласного підпорядкування.
1937 року на руднику сталась аварія, в результаті чого загинуло 6 осіб. 1950 року до складу міста приєднано село Спіченково. 1981 року місто нагороджене Орденом Трудового Червоного Прапора.

## Населення
Населення — 191839 осіб (2019; 210130 у 2010, 224597 у 2002).